# Antípatro de Cirene
Antípatro de Cirene（en griego, Ἀντίπατρος) (siglo IV a. C.) fue un filósofo griego de Cirene, uno de los seguidores de Aristipo, el fundador de la escuela cirenaica de filosofía. Tuvo un discípulo llamado Epitímedes de Cirene.

## Biografía
Sabemos pocas cosas sobre la vida de este pensador: fue discípulo de Aristipo y maestro de Hegesías. Se quedó ciego, según Cicerón, pero aceptaba esta situación. Cuando algunas mujeres se lamentaron por ello, respondió: «¿Qué quieres decir? ¿Crees que la noche no puede proporcionar placer?».